# Список керівників держав 312 року
Список керівників держав 312 року — це перелік правителів країн світу 312 року.
Список керівників держав 311 року — 312 рік — Список керівників держав 313 року — Список керівників держав за роками

## Європа
- Боспорська держава — цар Рескупорід VI (303-341/342) і Радамсад (308/309-322/323)
- Ірландія — верховний король Фіаха Срайбтіне (285-322)
- Римська імперія
  - Схід — імператор Максимін II Даза; Август (308-313)
  - Захід — Ліциній (308-324) Август; Константин І Великий (308-337); Август
    - імператор-узурпатор Максенцій (306-312)
- Думнонія — Донольт (305-340)
- Святий Престол — папа римський — Мільтіад (311-314)
- Візантійський єпископ Митрофан I (306-314)

## Азія
- Афригіди — Африг (305—?)
- Близький Схід
- Гассаніди — Джабала I ібн аль-Харіт I (307-317)
- Диньяваді (династія Сур'я) — раджа Тюрія Рупа (298-313)
- Іберійське царство — цар Міріан III (284-361)
- Велика Вірменія — Тиридат III (287/298-330)
- Індія
  - Царство Вакатаків — імператор Праварасена I (270-330)
  - Імперія Гуптів — магараджа Гхатоткача (280-319)
  - Західні Кшатрапи — махакшатрап Рудрасімха II (304-348)
  - Кушанська імперія — Чху (310-325)
  - Держава Чера — цар Іламкадунго (287-317)
- Китай
  - Династія Цзінь — Сима Чі до 313 в полоні
  - Династія Чен — Лі Сюн (304-334)
  - Династія Рання Чжао — Лю Цун (310-318)
- Корея
  - Кая (племінний союз) — ван Коджіль (291-346)
  - Когурьо — тхеван (король) Мічхон (300-331)
  - Пекче — король Пірю (304-344)
  - Сілла — ісагим (король) Хирхе (310-356)
- Паган — король Ін Мін Пайк (299-324)
- Персія
  - Держава Сасанідів — шахіншах Шапур II (309-379)
  - Бактрія і Гандхара — кушаншах Пероз II (300-325)
- Ліньї — Фам Дат (284—336)
- Сипау (Онг Паун) — Со Хом Па (309-347)
- плем'я табгачів — вождь Тоба Ілу (307-315)
- Хим'яр — Дамар'алі Їхабирр II (310-315)
- Японія — до 313 ?

## Африка
- Царство Куш — цар Лахідеамані (306-314)
  - Єгипет — Аврелій Аммоній (312)